# Hertog van Gloucester

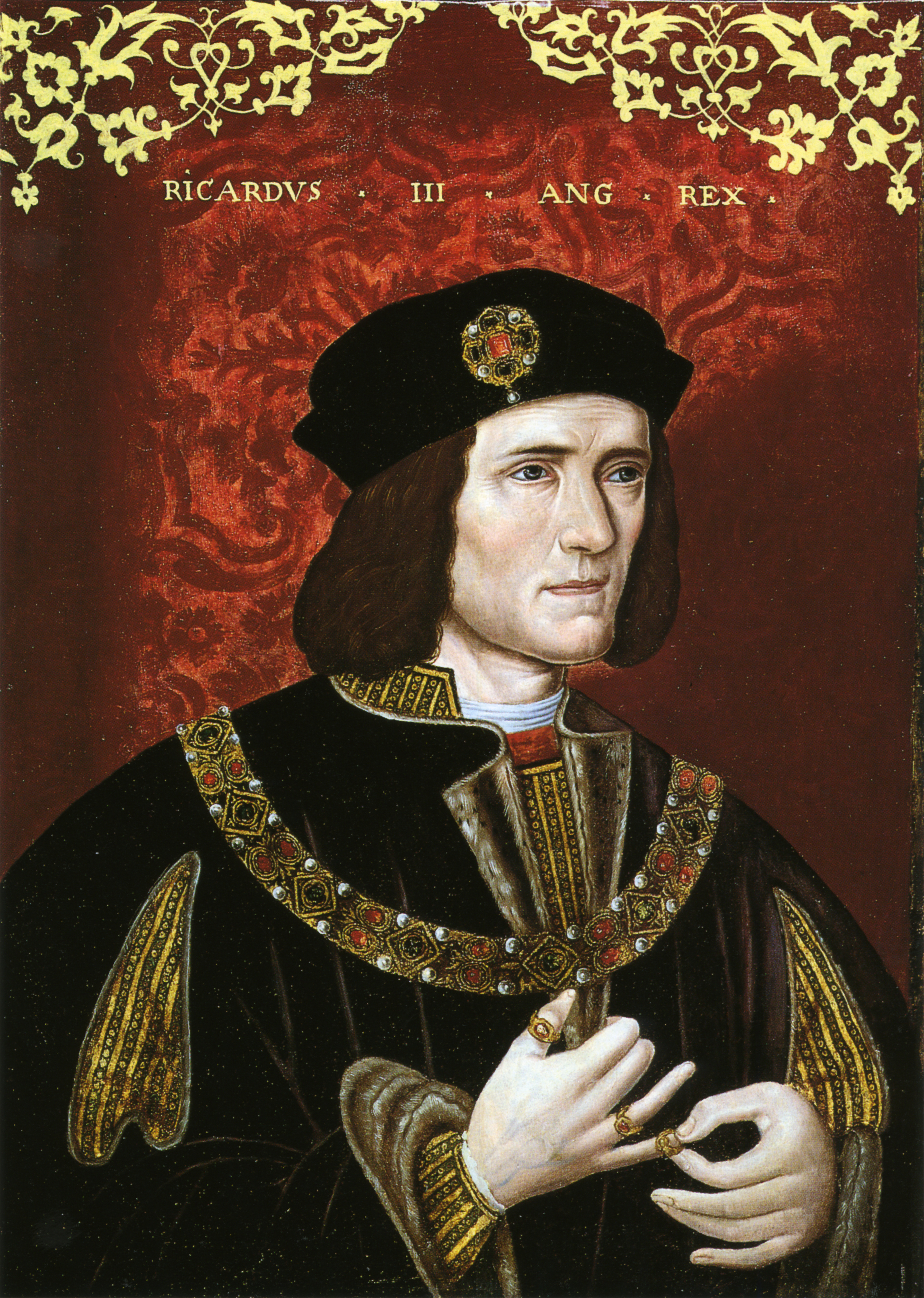
Richard III, voor hij koning werd hertog van Gloucester

Hertog van Gloucester (Engels: Duke of Gloucester, uitgesproken als glostur) is een Britse dynastieke titel, over het algemeen gedragen door jongere zonen van een Engels, later Brits monarch.
De titel werd voor het eerst in 1385 gecreëerd voor Thomas van Woodstock, zoon van Eduard III van Engeland. Na zijn dood verviel de titel weer aan de kroon, evenals na de dood van de hertog van de tweede creatie, Humphrey van Lancaster, zoon van Hendrik IV.
Eduard IV van Engeland beleende zijn broer Richard met de titel, maar nadat deze koning werd, verdween de titel weer. Na Richards dood achtte men de titel vervloekt, omdat alle hertogen tot dusver zonder kinderen waren overleden.
Pas in 1659 werd de titel opnieuw verleend door Karel I van Engeland aan zijn zoon Hendrik Stuart. Deze stierf een jaar later en officieel werd de titel pas 269 jaar later opnieuw gecreëerd in 1928 voor prins Hendrik. 
Tussendoor werd de titel nog gedragen door prins Willem (1689-1700), de zoon van koningin Anna, maar hij werd nooit officieel beleend met de titel. In 1764 werd de titel hertog van Gloucester en Edinburgh gecreëerd voor de broer van koning George III, hieronder wel opgenomen in de lijst.
Voor de laatste keer werd de titel dus in 1928 verleend aan prins Hendrik, zoon van George V. Zijn zoon is de huidige drager van de titel. De aanvullende titels van de huidige hertog zijn: graaf van Ulster en baron Culloden. De vermoedelijke opvolger van de hertog draagt de titel graaf van Ulster. Op dit moment is dat Alexander Windsor (* 1974).

## Hertog van Gloucester, eerste creatie (1385)
- 1385 – 1397: Thomas (1355 - 1397), 1e hertog van Gloucester

## Hertog van Gloucester, tweede creatie (1414)
- 1414 – 1447: Humphrey (1390 - 1447), 1e hertog van Gloucester

## Hertog van Gloucester, derde creatie (1461)
- 1461 – 1483: Richard (1452 – 1485), 1e hertog van Gloucester

## Hertog van Gloucester, vierde creatie (1644)
- 1644 – 1660: Hendrik (1640 – 1660), 1e hertog van Gloucester, 1e graaf van Cambridge[1]

## Hertog van Gloucester en Edinburgh, eerste creatie (1764)
Creatie ten behoeve van konings broer.
- 1764 – 1805: Willem Hendrik (1743 – 1805), 1e hertog van Gloucester en Edinburgh
- 1805 – 1834: Willem Frederik (1776 – 1834), 2e hertog van Gloucester en Edinburgh

## Hertog van Gloucester, vijfde creatie (1928)
- 1928 – 1974: Hendrik (1900 – 1974), 1e hertog van Gloucester
- 1974 – heden: Richard (1944), 2e hertog van Gloucester
  - Beoogd opvolger: Alexander Windsor (1974), graaf van Ulster